# Rhynchonellata
A classe Rhynchonellata existe desde o Câmbrico inferior até à atualidade, ela combina as formas do subfilo Rhynchonelliformea com pedículo de adesão ao substrato bem desenvolvido. Quase sempre biconvexas, a forma das conchas(ou valvas), varia desde as com charneiras largas até às muito estreitas em forma de bico, quanto à sua superfície elas são desde as lisas  às francamente plicadas.  Os lofóforos variam, mas incluem tanto formas laçadas como espiraladas. Apesar de morfologicamente distintos, estes braquiopodos incluem ordens que formam  uma sequência filogeneticamente consistente.

## Ordens
Ordens atribuídas a Rhynchonellata, na ordem da sua aparição temporal:
- †Protorthida (Câmbrico inferior – Devónico superior)
- †Orthida  (Câmbrico inferior – Pérmico superior)
- †Pentamerida  (Middle Cambrian – Devónico superior)
- †Atrypida  (Ordovicio inferior – Devónico superior)
- Rhynchonellida  (Ordovicio inferior – Recente)
- †Spiriferida  (Ordovician superior – Jurássico inferior)
- †Athyridida (Ordovician superior – Jurássico inferior)
- †Spiriferinida  (Devónico inferior – Jurássico inferior)
- Terebratulida  (Devónico inferior  – Recente)
- Thecideida  (Triássico superior – Recente)

As ordens Atrypida, Athyridida e Spiriferinida foram anteriormente consideradas subordens da ordem Spiriferida pois em todos eles o brachidio, ou esqueleto braquial de suporte ao lofóforo, tem forma espiralada, já nas outras ordens esse suporte toma formas que vão desde as mais simples até algo como laços complexos.